# Otakáro Schmidt
Otakáro Maria Schmidt (rodným jménem Otakar Schmidt, * 28. července 1960 Plzeň) je český filmový a televizní režisér.

## Život

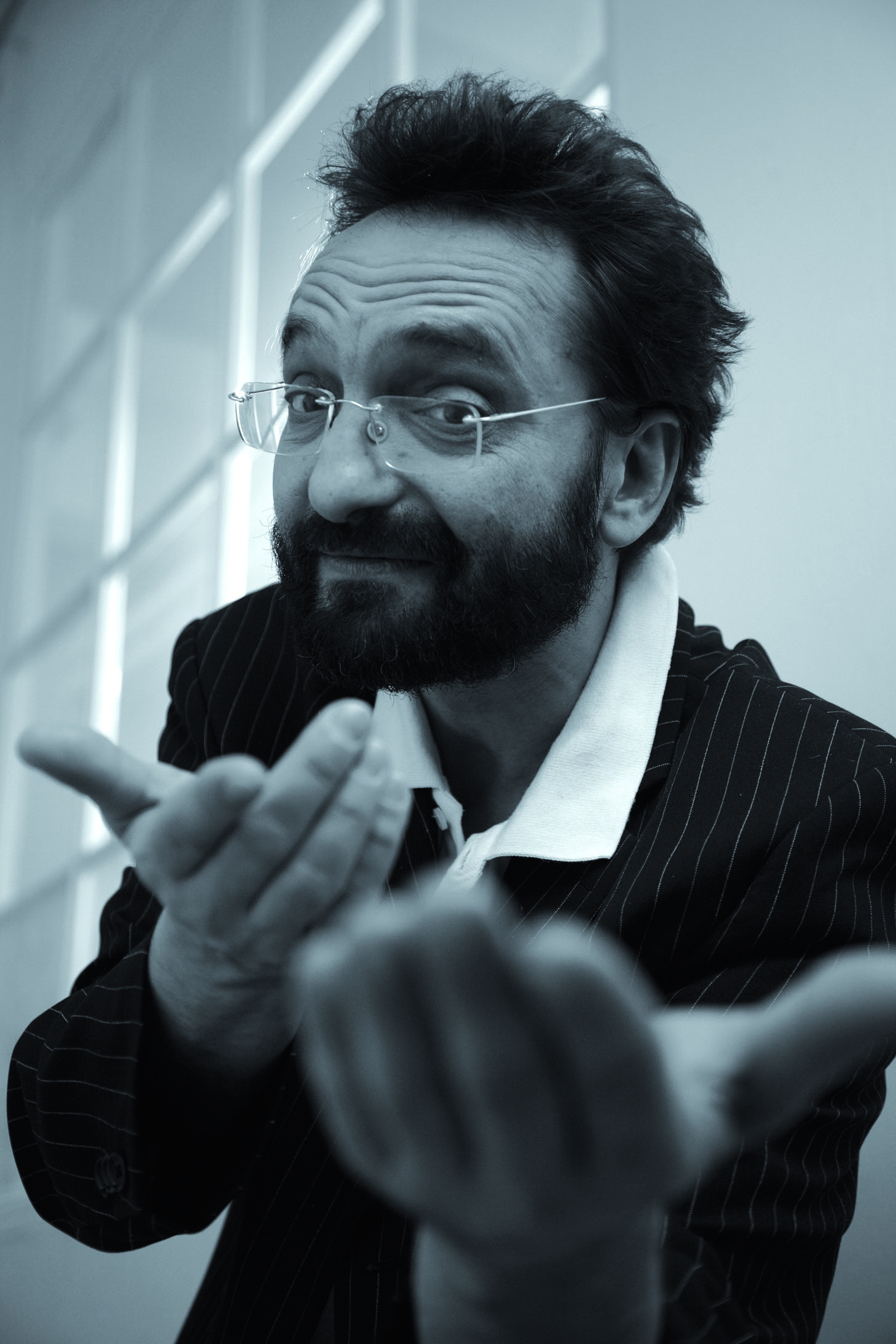
Otakáro Schmidt

Schmidtovi předci byli klavírní učitelé. V 60. letech byl členem skautského oddílu s přezdívkou Červenáček. Věnoval se lehké atletice, kde je držitelem několika západočeských mládežnických rekordů. Chodil do Lidové školy hudební na klavír a později přešel na Lidovou školu výtvarnou. Protože pocházel z protikomunistické rodiny, vyučil se nejdříve strojním zámečníkem ve Škodovce a při tom navštěvoval Střední průmyslovou školu v Plzni. Po maturitě přešel do Prahy na Konzervatoř Jaroslava Ježka, kde studoval obory: pantomima, tanec a herectví (např. u Ivana Vyskočila). Do sametové revoluce pracoval postupně jako strojní zámečník, strojník, rýsovač, jevištní technik, domovník. Byl součástí tzv. Pražské pětky – Divadlo Sklep a dalších souborů.
V letech 1984–1989 byl postupně členem Státního divadla F. X. Šaldy v Liberci a Černého divadla Jiřího Srnce nebo hudebního souboru Laura a její tygři a vlastního divadelního souboru Bar, který založil s Danielem Nekonečným. Po roce 1989 pracoval jako redaktor v Ústřední půjčovně filmů, byl novinář, rozhlasový redaktor, herec, moderátor, kameraman, choreograf, divadelní režisér a scenárista.
Přijat byl na Filmové a televizní fakultě Akademie múzických umění na katedru scenáristiky a dramaturgie. Za svůj scénář Zahrada je v noci džungle byl oceněn Českým literárním fondem za nejlepší původní scénář na FAMU 1994. Během studia na FAMU si osvojoval filmové profese jako režie, scénář, dramaturgie, kamera, produkce, výtvarné koncepce a další, které pak uplatnil v profesionální praxi.
Na seslání Ducha Svatého, dne 30. května 2004, byl pokřtěn a biřmován v kostele Nejsvětějšího Salvátora jako Otakar Miloslav Maria Schmidt. V letech 2010 až 2011 vyučoval na Univerzitě Jana Amose Komenského na katedře sociální a mediální komunikace v oboru audiovizuální komunikace a tvorba předmět Dramaturgická propedeutika (dramaturgie a dramatická tvorba, filmová a televizní tvorba).

## Dílo
Jako režisér natočil přes 600 děl. Polovinu z toho se svojí životní partnerkou Janou Kristinou Studničkovou.

### Film

#### Hraný
- Jízda svatého Huberta (Divočina samorostáře Tůmy), absolventský,  film-16mm, 1993, cena za střih, kameru a hranou režii na festivalu FAMU 94, ČT 1994
- Nebe nad Mikulovem (Andělská cesta na mikulovské vinobraní), TV Nova, 1995
- Eliška má ráda divočinu (1999); Dejdar/S.Pro Alfa/ČT Praha, 100min., film 35mm; premiéra v kině Blaník, 2. 12. 1999
- Herbert v ringu (Modli se a boxuj!), , televizní film, ČT 2009
- Alenka v zemi zázraků; Otakáro Maria Schmidt, Jana Kristina Studničková a JesuPrague film, 90min., premiéra v kině Lucerna 8. února 2018; Film byl nominován na cenu Asociace českých kameramanů za nejlepší kameramanské filmové dílo roku 2018.
- Lucie a Mikuláš z kouzelné čtvrti, Otakáro Maria Schmidt, Jana Kristina Studničková a JesuPrague film, 90min, plánovaná premiéra 2025.
- Tajemný příběh ze staré Prahy – celovečerní hraný film v přípravách.

#### Hrané dokumentární filmy

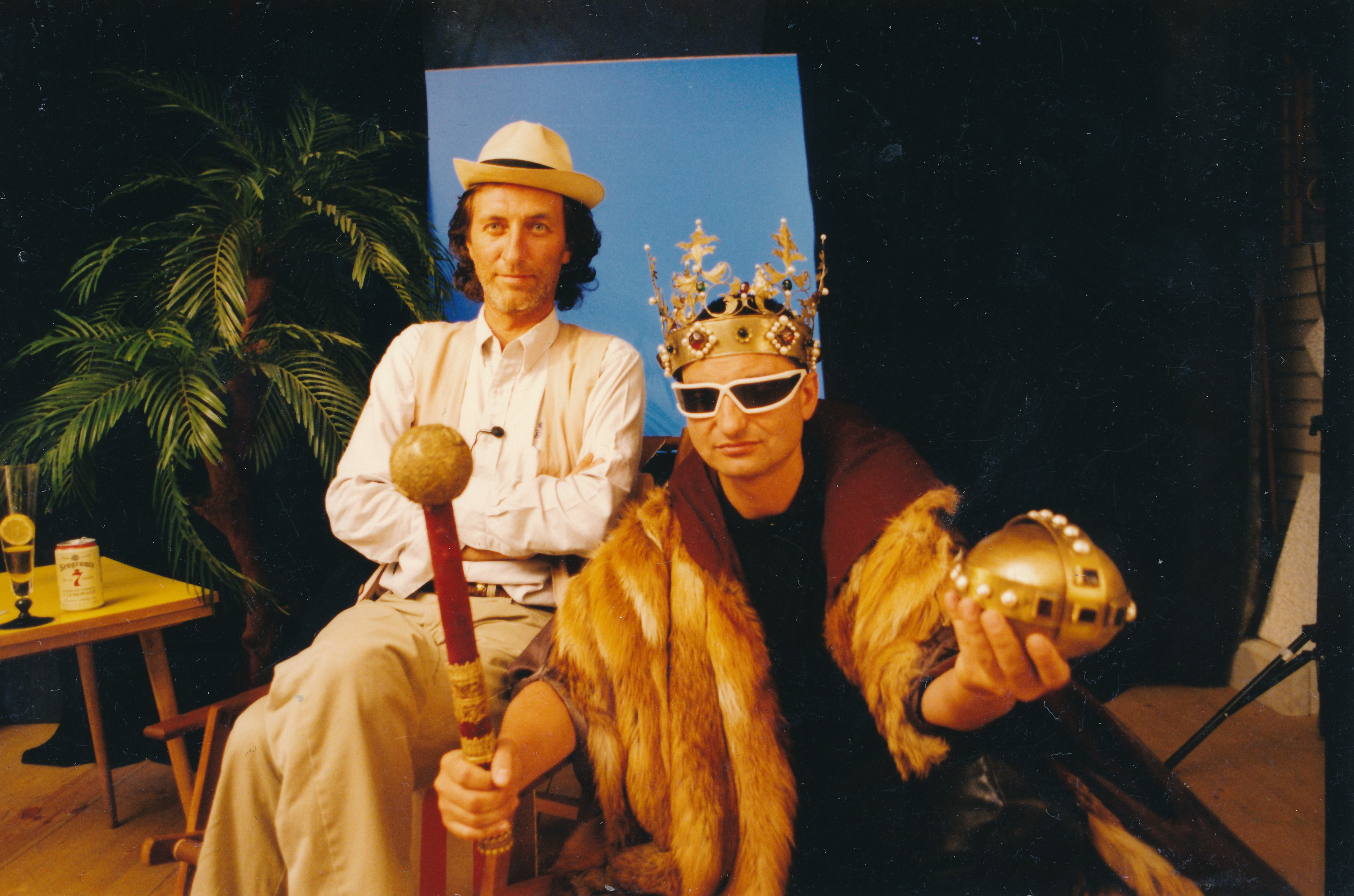
Otakáro Schmidt (vpravo) s Bolkem Polívkou

- Nejsme andělé, jen děláme jejich práci (tajemství a moc řádu jezuitů), 2006;
- Nejznámější Čech Jan Nepomucký (světec s pěti hvězdami), 2007;
- Dej mi duši a ostatní si ponech (film o salesiánech), 2008;
- Svatý Vojtěch – první český Evropan (film o českém, polském a maďarském patronovi), 2009;
- Blázen z La Verny (film o sv. Františkovi, sv. Kláře a františkánské rodině), 2010;
- Pražské Jezulátko (po stopách českého Ježíška), 2011;
- Cyril a Metoděj (Dědictví otců a matek zachovej nám, Pane!), 2012;
- Misie (Až na kraj světa s jezuity), 2013;
- Dominikáni (Svatý Dominik a Řád bratří kazatelů), 2014;
- University – tajemství evropského zázraku, 2015;
- Mendel - otec genetiky, 2016;
- Relikvie tajemství svatých, 2017;
- Svatý Václav a ochrana země české, 2018;
- Mikuláš – svatý mistr v obdarování, 2021;
- Maria – Matka Ježíšova, 2022;
- Marie Magdaléna – apoštolka apoštolů, 2023;

##### Výběr z půlhodinových dokumentů
- Mistr Eckhart (dokument o tajemném mystikovi středověku), 2010;
- Krajinou ticha (těla, duše a Ducha), 2009;
- Cokoliv jste učinili jednomu z těchto mých nepatrných bratří, mě jste učinili (Farní charita Starý Knín), 2008;
- Ona tančí s Olomoucí (o univerzitě, která má duši – portrét Univerzity Palackého v Olomouci), 2008;

#### Televizní cykly
- Adolf Born (životopisný dokument), ČT 2016;
- Naďa Urbánková (v cyklu Neobyčejné životy), ČT 2011;
- Luba Skořepová (v cyklu Neobyčejné životy), ČT 2010;
- Můj dům, můj Braník (portrét k 50tinám architekta a divadelníka Davida Vávry), ČT 2006;
- Po hladině (po hladině kráčel Kristus, pohladit a pod hladinou hlubina naší duše), magazín, 17 min., 37 dílů; 2007-2008;
- Příběhy starých domů - Slavonická Besídka (hraný dokumentární film), 17 min., 2008;
- Šaty dělaj člověka (společenský magazín s hranými groteskami), 10 min., 18 dílů, 2009;
- Padající květináč (publicistický magazín v cyklu Úhly pohledu), 30 min., 2006-7;
- Můj dům, můj … (netradičně žijící lidé); 2004;
- Olšany Open 2000 (Kraj, kde krávy mění v koně); 2000;
- Neděle na téma (Realita kouzel aneb kouzelná realita, Obchodníci s kouzly); 2002;
- Prology-filmové lahůdkářství (magazín studentského a nezávislého filmu) – 50 min., 60 dílů, 1994-1999;

- Cesty víry:

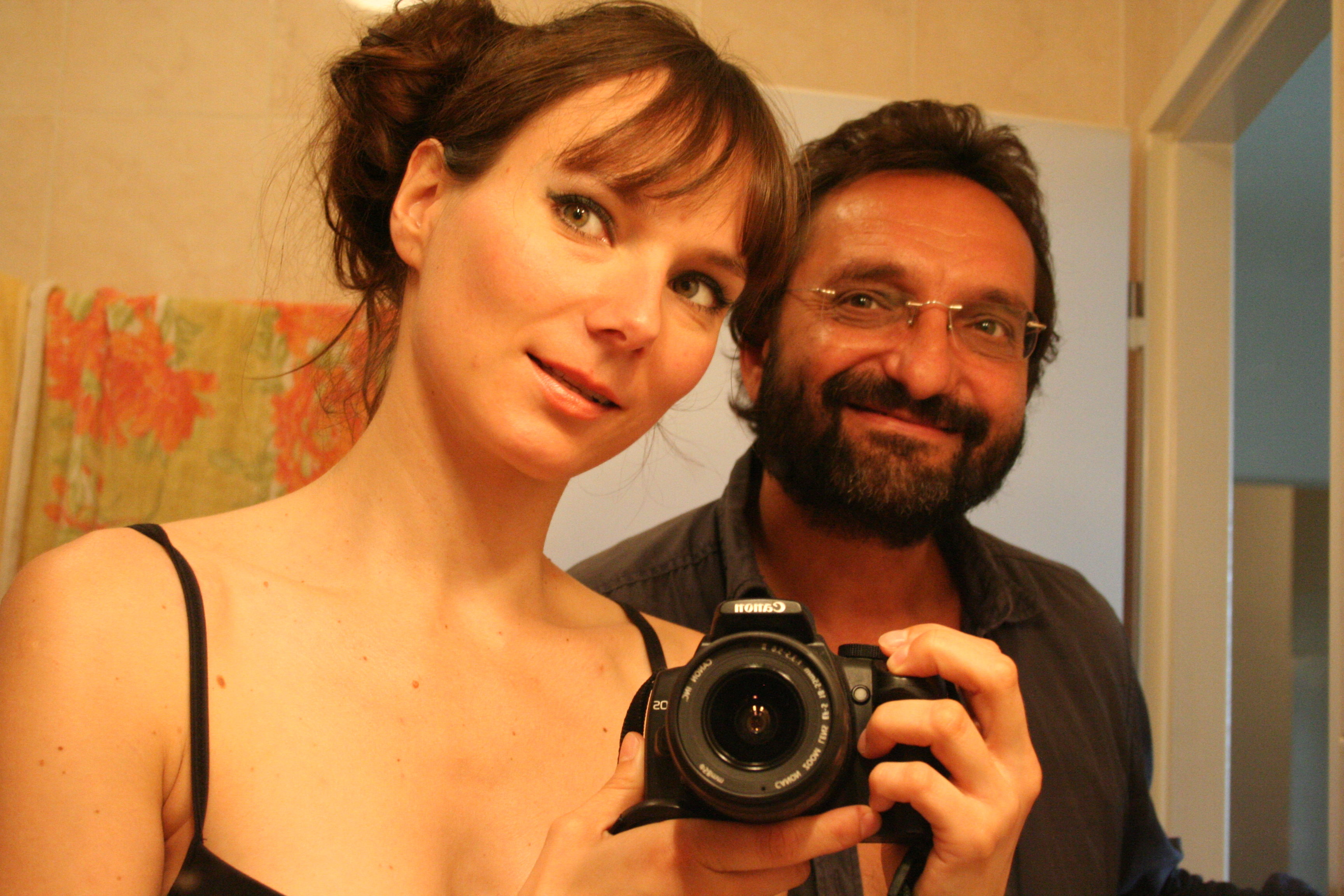
Otakáro Schmidt s Janou Kristinou Studničkovou

- - Kristina z Bolseny – svatá mučednice, 2025;
  - Palladium města Brna, 2023;
  - Svatá Lucie-sicilská mučednice, 2022;
  - Česká duše v Řecku, 2021;
  - Čeští poutníci v Římě – Bazilika svaté Praxedy a okolí, 2020;
  - Kardinál Špidlík – z celého srdce (k výročí 100 let narození), 2019;
  - Orosia – neznámá česká světice, 2019;
  - Zdeněk Pololáník – Poselství naděje a jasu (portrét hudebního skladatele), 2018;
  - Evangelizace v médiích (o madridské filmové společnosti Goya Producciones), 2018;
  - Gregoriana – papežská univerzita, 2017;
  - Slovanské srdce Evropy (duchovní odkazy kardinála Špidlíka), 2015;
  - Bělorusko (most mezi Západem a Východem), 2015;
  - Corpus Domini (pouť kněze Petra z Prahy do Orvieta), 2014;
  - Nepomucenum (Česká papežská kolej), 2014;
  - Římský Velehrad (45 let českého poutního domu), 2013;
  - Ora et labora v severních Čechách, 2007;
  - Moravští bratři ze Suchdola, 2005;

TV Prima ZOOM
- Utajené příběhy českých dějin (hrané dokumenty s využitím archivů), 25 min., 40 dílů, 2018-2023;
  - Psychotronika za železnou oponou (Husákovi kouzelníci)
  - Exorcismus svatého Prokopa
  - K čemu potřebovalo gestapo českého mága?
  - Tajemný Smolíček (léčivé poselství tradičních pohádek)
  - Tajné a tajemné okolnosti atentátu na Heydricha
  - Objevili Cyril s Metodějem svatý grál?
  - Nevyřešené kauzy padesátých let
  - Mnichov před Mnichovem
  - Czajankova kasárna – první výstřely osvobození
  - Tajemná úmrtí rodu Habsburského
  - Jan Kefer – magií proti Hitlerovi
  - Kdo vyvraždil Slavníkovce
  - Prokletí štěchovického pokladu
  - Byl praotec Čech historickou postavou?
  - Osudová Emma – umělkyně ve stínu Maffie a okultismu
  - Martine Šmíde, nikdy nezapomeneme!
  - Svatý Václav – nezpochybnitelný patron českého národa
  - Příběh o Bruncvíkovi – ohlas artušovských legend v Čechách
  - Nebeský Jeruzalém Karla IV.
  - Mystické pozadí husitské revoluce
  - Tajemství pražského poledníku – mystika mariánského sloupu
  - Král Ječmínek a bitva pod Hostýnem (významné místo mariánské úcty, slovanské Rukopisy královedvorský a ** zelenohorský a jejich odpůrce T.G.Masaryk)
  - Krvavý Radouš – příběh českého Modrovouse (středověké i novodobé čarodějnictví a únosy dětí – norský Barnevernet atd.)
  - Kouzlo a děs mikulášského večera (historický svatý Mikuláš kontra americký ideologický Kokakoláš)
  - Lužice – ztracené dědictví Koruny české
  - Rukopisná trilogie - vzkříšení národa pod kontrolou tajné policie
  - Rukopisná trilogie - slovanská poezie obětí politiky a chemických látek
  - Rukopisná trilogie - možný autor odhalen
  - Pan Živnobanka - Jaroslav Preiss, bankéř ve službách národa
  - Bloudění v labyrintu Jana Amose
  - Kronikář Hájek – svědek případu krvavé bestie
  - Duše Čech – Srdce Evropy
  - Magie a Mefistofelův stín v Praze
  - Hvězdné války a astrologova smrt
  - Alchymie nástrojem špionáže
  - Šokující pozadí Voynichova rukopisu
  - Voynichův rukopis – tichý svědek revoluce
  - Zlato národa ukradeno
  - Vražedné stigma krále Jiříka
  - Bosé stopy značky Baťa

Televize NOE
- Léta letí k andělům - portréty duchovních osobností, 20min., 78 dílů, 2006-2017;
- Bet-Lechem - portréty „cizinců“ o jejich vnitřním domově, 20min., 46 dílů, 2009-2017;
- Cesta k Andělům – talkshow, 50min., 109 dílů (režie a moderování), 2009-2016;
- Náš dům v kosmu (ekologie a bioetika), 20min., 42 dílů (i na DVD), 2011;

TV NOVA
- Na vlastní nebezpečí (zábavná show), 50 min., 1996-8;

### Knihy
- Tajů plný ostrov (vydavatelství David Hrbek a nakl. Formát v Boskovicích, 1993)
- Hořící sny – kniha magnetických textů a gregarií (Paseka v Praze a Litomyšli, 1995)
- Eliška má ráda Divočinu (Nakladatelství Votobia, Olomouc, 1997)
- Alenka v zemi zázraků – Jana Kristina Studničková (spolupráce Otakáro Maria Schmidt); Nakladatelství Flétna, Martin Leschinger 2018);

### CD
- Hořící sny (Monitor, EMI, 1995). Otakáro Maria Schmidt: texty, zpěv, hudba, klávesy, produkce, výtvarná koncepce, režie - hudební klipy
- Eliška má ráda divočinu (DJ World Plus, 1999). Hudba: Jan Čechtický, Varhan Orchestrovič Bauer, Roman Holý

### DVD
edice České televize – Dokument
- Nejsme andělé, jen děláme jejich práci – tajemství a moc řádu jezuitů (2006)
- Nejznámější Čech – Jan Nepomucký (2007)[3]
- Krajinou ticha (2009)[4]
- Svatý Vojtěch - první český Evropan (2009)[5]
- Mistr Eckhart (2010)[6]
- Blázen z La Verny - František z Assisi (2010)[7]
- Pražské Jezulátko (po stopách českého Ježíška), 2011[8]
- Cyril a Metoděj (Dědictví otců a matek zachovej nám, Pane!), 2012[9]
- Misie (Až na kraj světa s jezuity), 2013[10]
- Dominikáni (Svatý Dominik a Řád bratří kazatelů), 2014[11]

série Historia – Goya Producciones
- Niňo Jesús de Praga, 2015;
- Los Jesuitas (Mitos y Realidades), 2016;
- San Francisco – El Loco De Cristo, 2016;
- Dominicos – Santo Domingo la Orden de los Predicatores, 2016;
- Cyrilo y Metodio – Patronos de Europa, 2017;
- Mendel – El Padre de la Genética, 2018;
- San Nikolás – Maestro de la Caridad, 2023;

## Ocenění
Filmařská autorská dvojice Jana Kristina Studničková a Otakáro Maria Schmidt jsou členy Unie českých spisovatelů.
- film Eliška má ráda divočinu byl nominován na Českého lva ve 4 kategoriích: výtvarná koncepce – Otakáro Maria Schmidt, kamera – Martin Štrba, zvuk – Radim Hladík, Radek Rondevald, Ivo Špalj, plakát – David Foldyna (Telperion), film získal Českého lva za zvuk, 2000;
- filmový festival AFO – Academia Film Olomouc 2007 (nejstarší festival dokumentárních filmů) udělil hranému dokumentárnímu filmu - Nejsme andělé, jen děláme jejich práci (tajemství a moc jezuitů) – Cenu studentské poroty za nejlepší český populárně-vědecký dokumentární film, 2007;
- na základě filmu Nejznámější Čech – Jan Nepomucký byla zrestaurována socha Jana Nepomuckého v italských Benátkách a posvěcená kardinálem Miloslavem Vlkem a byly obnoveny svatojánské vodní slavnosti v Praze – Navalis, 2009;
- institucí dokumentárních filmů IDF byl film Pražské Jezulátko vybrán pro East Silver Market – největší středoevropský a východoevropský trh s dokumentárními filmy;
- k filmu Pražské Jezulátko byla vyrobena originální skleněná verze Pražského Jezulátka jako rekvizita, která se poté stala darem kardinála Dominika Duky pro papeže Benedikta XVI. za udělení hodnosti kardinála;
- DVD s filmem Pražské Jezulátko se stalo jedním z nejúspěšnějších titulů ČT, 2012;
- nominace na evropskou cenu Per Artem ad Deum za film Pražské Jezulátko, 2012 (2. místo za legendárním Ennio Moricone);
- maďarský premiér a jeho tým a velvyslanectví poslali tuto nótu ohledně filmu Svatý Vojtěch – zkrácená citace: „Děkujeme za Vaši práci, která spojuje lidi a národy ve Střední Evropě skrze trvalé křesťanské hodnoty“, 2014;
- španělská společenost Goya Producciones koupila filmy z dílny - Otakáro Maria Schmidt a Jana Kristina Studničková – pro šíření do celého světa, 2015;
- film Cyril a Metoděj byl vybrán na festivaly: European Television Festival of Religious, Holandsko. XI International Catholic Festival of Christian Documentaries and TV Programs MAGNIFICAT' 2015, Belarus, Minsk. 2017 - festival MFF „Bogorodičen pokrov“ – Skopje;
- Krameriova cena od Asociace nezávislých médií za televizní publicistiku, 2017;
- status účastníka III. odboje (odporu proti komunismu - totalitě) od ministerstva obrany, 2019;
- prezentace filmu Alenka v zemi zázraků: USA – Chicago, Ekvádor, Peru, Kolumbie, Itálie – Miláno, Německo (finále ve své kategorii 15. ročníku mezinárodního filmového festivalu CEVMA (Burbach).